# Катарина Ивановска
Катарина Ивановска (на македонска литературна норма: Катарина Ивановска) е северномакедонски фотомодел, манекенка и актриса.

## Биография
Родена е на 18 август 1988 година в Скопие, тогава в Социалистическа федеративна република Югославия, днес Северна Македония. Започва работа като манекенка през 2004 година, когато е на 16 години, като дефилира в седмицата на модата в Милано, след като печели кастинг, организиран в родината ѝ.
Нейният филмов дебют е през 2012 година във филма на режисьора Дарко Митревски „Трето полувреме“, в ролята на еврейското момиче Ребека. Правила е фотосесии за руското и италианското издание на „Вог“, за сръбското издание на „Ел“ и други. Работи с агенциите International Scouting Office Belgrade, Women Mgmt Paris, Women Mgmt New York City, Women Mgmt Milan и Select Model Mgmt London.